# 南乡茂章
南鄉茂章（なんごう もちふみ；1906年7月1日—1938年7月18日）是日本海軍的飞行员，最終階級是海軍少佐。中日战争初期屡立功勋，而成为著名的戰鬥機隊長，也是对日本海軍航空兵的近代編隊空戰戰法进行了研究贡献的人物。最终在空战中与击落的中国飞机相撞战死。
弟弟南乡茂男是陆军大尉飞行员，大日本帝國陸軍飛行第59戰隊的第2中隊長、飛行隊長，驾驶一式战斗机活躍於太平洋战争中的新几内亚战役。战死后特晋为中佐，被称为陆海军兄弟王牌。

## 經歷
其祖父南鄉茂光是元老院議官、海軍省高官。父亲南鄉次郎是海军兵学校教官，后来在少将军阶退役，当了柔道馆講道館的二代目館長。